# Saunderstown
Saunderstown est un village situé dans l’État de Rhode Island, aux États-Unis. 
Le peintre Gilbert Stuart et la nageuse Elizabeth Beisel y sont nés.